# Schlattein (Floß)
Schlattein ist Ortsteil des Marktes Floß im Oberpfälzer Landkreis Neustadt an der Waldnaab.

## Geographische Lage
Das Dorf Schlattein liegt ungefähr vier Kilometer nördlich von Floß im Quellgebiet des Schlatteinbaches 500 Meter östlich der Staatsstraße 2181. Östlich von Schlattein befindet sich ein ausgedehntes Waldgebiet, der Wildenauer Wald und der Steinbruck. An dessen Westrand befindet sich eine Bergkette, die Schlattein von Osten her umgibt. Von Nord nach Süd: Kohlbühl (568 m), Tannenbühl (605 m), Haustein (617 m), Greil (593 m), Geierholz (554 m).

## Name
Der Name Schlattein (auch: Slatin, Slattin, Slaeten, Schleyttein, Sletein, Schlaytein) kommt aus dem Slawischen vom Wort Slatina = Sumpfgegend.
Dieser Ortsname deutet auf die frühe slawische Besiedelung zwischen 500 und 900 n. Chr.

## Geschichte

### 13. und 14. Jahrhundert
Die erste urkundliche Erwähnung von Schlattein stammt aus dem Jahr 1261.
In einer Urkunde bestätigte Ludwig Pfalzgraf bei Rhein und Herzog in Bayern dem Abt Johann des Klosters Waldsassen das Patronatsrecht auf Erlbach (= Ellenbach), Uelsenreuth (= Ilsenbach) und Geizen (= Gösen) und den Zehnten in Slattin (= Schlattein).
Schlattein wurde im niederbayerischen Salbuch aufgeführt.
Seine Bewohner mussten jährlich 16 mutt Korn (Roggen), 12 mutt Hafer Abgaben zahlen.
Dieses Salbuch stammt aus der Zeit zwischen 1269 und 1320.
In diesem Verzeichnis wurden folgende zu Floß gehörigen Ortschaften genannt:
Bergnetsreuth, Boxdorf, Diepoltsreuth, Ellenbach, Gösen, Grafenreuth, Hardt, Haupertsreuth, Kalmreuth, Niedernfloß, Oberndorf, Pauschendorf, Ritzlersreuth, Schlattein, Schönberg, Weikersmühle, Welsenhof, Würnreuth, Würzelbrunn.
Schlattein wurde auch im Böhmischen Salbüchlein genannt.
Als Inhaber von 8 Höfen in Schlattein wurde Wolfhart Lengenuelder genannt.
Seine Bewohner mussten jährlich 48 Käse, 360 Eier, 8 Hühner, 16 mutt Korn (Roggen), 32 Achtl Hafer Abgaben zahlen.
Das Böhmische Salbüchlein enthielt Aufzeichnungen aus der Zeit von 1366 bis 1373 für alle Ortschaften, die im oben zitierten niederbayerischen Salbuch genannt wurden und zusätzlich Plankenhammer als hamer zu Mekenhofen.

### 15. bis 17. Jahrhundert
Schlattein ist im Salbuch von 1416/1440 verzeichnet.
Schlattein wurde für 16 Mark Silber von Herzog Friedrich an den Lengenfelder verkauft.
Dieser verkaufte Schlattein an den Sternstain.
Dieses Salbuch, mit Informationen über die zu Floß gehörenden Ortschaften stammt aus der Zeit 1416 bis 1440.
In ihm erschienen folgende zu Floß gehörende Ortschaften, wie in den beiden älteren Salbüchern:
Bergnetsreuth, Boxdorf, Diepoltsreuth, Ellenbach, Gösen, Grafenreuth, Hardt, Haupertsreuth, Niedernfloß, Oberndorf, Pauschendorf, Ritzlersreuth, Schlattein, Schönberg, Welsenhof, Würnreuth, Würzelbrunn.
Es fehlten: Kalmreuth, Plankenhammer, Weikersmühle.
Hinzu kamen: Fehrsdorf, Gailertsreuth, Konradsreuth, Meierhof, Wilkershof.

### 18. Jahrhundert bis Gegenwart
Eine Handwerkstabelle des Jahres 1800 gab Auskunft über die Anzahl der Handwerksmeister, Gesellen und Lehrlinge im Amt Floß.
In Schlattein gab es 1 Leinenwebermeister.
Um 1800 hatte Schlattein 19 Häuser und 119 Einwohner.
Anfang des 19. Jahrhunderts wurde der Steuerdistrikt und die Ruralgemeinde Schlattein gebildet.
Zum Steuerdistrikt Schlattein gehörte außer Schlattein noch der Weiler Ellenbach.
Der Steuerdistrikt Schlattein hatte insgesamt 186 Einwohner und 27 Wohngebäude.
In Schlattein gab es eine Kapelle und eine Privatbraustätte, 3 Weber, einen Bierzäpfler, einen Büttner und einen Schmied.
Die unmittelbare Landgemeinde Schlattein bestand aus den Dörfern Kalmreuth und Schlattein, den Weilern Auerberg und Ellenbach und der Einöde Geiermühle.
Die Ortschaft Schlattein hatte 1817 124 Einwohner und 20 Wohngebäude, 1861 129 Einwohner und 1961 71 Einwohner und 19 Wohngebäude.
Am 1. Januar 1972 wurde die Gemeinde Schlattein in den Markt Floß eingegliedert.

## Hausnamen in Schlattein
- Tandl: Schlattein 9, wahrscheinlich von tandeln (Tandler), die Vorfahren waren geschickte Bastler.
- Büchlmichl: Schlattein 10, dieser Hausname bestand bereits vor 1581, der Ursprung ist unbekannt, der Vorname Johann Michael war bei den früheren Eigentümern häufig.
- Hofbauer: Schlattein 13, es gab früher in Schlattein 2 Edelhöfe, einer davon hieß "Edelgut Hofbauergut".
- Bartlgirgl: Schlattein 15, Abkürzung von Bartholomäus Georg.
- Weber: Schlattein 17, die früheren Besitzer arbeiteten als Weber.
- Saml: Schlattein 18, Abkürzung von Samuel.[13]
- Kreiner: Schlattein 14
- Wirth: Schlattein 20
- Laim: Schlattein 4
- Hacker: Schlattein 5
- Hansdammer: Schlattein 8
- Schleicher: Schlattein 7
- Wirner: Schlattein 12
- Madl: Schlattein 10a
- Meißner: Schlattein 1
- Lenz: Schlattein 3, Abkürzung von Lorenz
- Leiß: Schlattein 11